# أنتونيس بابادوبولوس
أنتونيس بابادوبولوس هو مصارع رياضي يوناني، ولد في 1 فبراير 1964.

## وصلات خارجية
- أنتونيس بابادوبولوس على موقع أوليمبيديا (الإنجليزية)